# NGC 2435
NGC 2435 est une galaxie spirale située dans la constellation des Gémeaux. NGC 2435 a été découverte par l'astronome germano-britannique William Herschel en 1786.

## Caractéristiques
Sa vitesse par rapport au fond diffus cosmologique est de 4 374 ± 13 km/s, ce qui correspond à une distance de Hubble de 64,5 ± 4,5 Mpc (∼210 millions d'al).
À ce jour, sept mesures non basées sur le décalage vers le rouge (redshift) donnent une distance de 47,914 ± 3,082 Mpc (∼156 millions d'al), ce qui est à l'extérieur des valeurs de la distance de Hubble. Notons que c'est avec la valeur moyenne des mesures indépendantes, lorsqu'elles existent, que la base de données NASA/IPAC calcule le diamètre d'une galaxie et qu'en conséquence le diamètre de NGC 2435 pourrait être d'environ 49,8 kpc (∼162 000 al) si on utilisait la distance de Hubble pour le calculer.
La classe de luminosité de NGC 3435 est I et elle présente une large raie HI.